# Breutelia subarcuata
Breutelia subarcuata là một loài rêu trong họ Bartramiaceae. Loài này được Müll. Hal. Schimp. mô tả khoa học đầu tiên năm 1872.